# 閻子丹
閻子丹（日语：／ En Shitan，8月2日—）是一名日本男性聲優。東京都出身。Kenyu Office所屬。

## 來歷
慶應義塾大學藥學系、talk back畢業。

## 人物
外語能力包括漢語、英語。興趣是寫劇本、觀賞電影。特長是功夫、中國拳法、編輯動畫。

## 出演作品
粗體為主要角色。

### 電視動畫
2021年
- TSUKIPRO THE ANIMATION 2（觀眾）

2022年
- 慕留人-火影忍者新世代-（水之國的人）
- 相愛相殺（流浪的男性）
- 遊戲王GO RUSH（888萬人的同胞、外星人C）
- 丸少爺（情侶〈男〉）
- 鏈鋸人（小弟B）

2023年
- REVENGER（副官A、唐人男性客B）
- 開闊天空！光之美少女（不良、男子）
- 萊莎的鍊金工房 ～常闇女王與秘密藏身處～（漁師A、村民A、守護者C、守護者A）
- 魔法使的新娘 SEASON2（電影登場人物）
- 不死不運（黑手黨）

2024年
- 膽大黨（助理製片人）
- 一兆＄遊戲（中國選手）

2025年
- MIRU 我的未來（廣播[3]）
- 使人誤解的工房主～關於原英雄隊伍的雜役人員，實際上除了戰鬥能力外全是SSS的故事～（A級劍士）
- 瞬間治癒卻被當成廢物踢出隊伍的天才治療師，改當無照治療師快樂過活（尤玛）

### 遊戲
2021年
- 決鬥大師Place（龍神メタル　暴走龍 5000GT 他）

2022年
- 蒼藍雷霆GUNVOLT 3 鎖環（神雄武[4]）

2023年
- WILD HEARTS（[5]）
- 怪物彈珠（火雷[6]）
- 白貓Project（範馬勇次郎Project、青年）

## 外部連結
- Kenyu Office官方簡介 （页面存档备份，存于）
- 閻子丹的X（前Twitter）